# Marit
Marit of Maarit (ook Maritje, Maritge) is een meisjesnaam van Scandinavische oorsprong. Het is een variant van Margaretha of van Maria. Margaretha is afgeleid van het Griekse Margaritè (Μαργαριθη), dat parel betekent. Marit is de Zweedse schrijfwijze en Maarit de Finse. Beide namen worden hetzelfde uitgesproken.
Met name de verkleinvorm Maritje wordt gezien als een variant van Maria.

## Marrit
Marrit is een Friese meisjesnaam, eveneens afgeleid van Maria.